# Rashaan Salaam
Rashaan Iman Salaam (San Diego, 8 ottobre 1974 – Boulder, 6 dicembre 2016) è stato un giocatore di football americano statunitense che ha giocato nel ruolo di running back nella National Football League (NFL). Fu scelto nel corso del primo giro (21º assoluto) del Draft NFL 1995 dai Chicago Bears. Al college giocò a football all'Università del Colorado, vincendo l'Heisman Trophy nel 1994.

## Carriera professionistica
I Chicago Bears scelsero Salaam nel primo giro del Draft 1995 e con essi rimase fino al 1997. Nella sua stagione da rookie corse 1.076 yard (un primato di franchigia per un rookie) e segnò 10 touchdown. Problemi con infortuni, fumble e uso di marijuana lo portarono a trascorrere solamente tre anni con i Bears. Salaam trascorse la stagione 1999 con i Cleveland Browns e i Green Bay Packers, scendendo in campo solamente per tre gare quell'anno coi Browns.
Salaam giocò brevemente nella XFL per i Memphis Maniax ma gli infortuni accorciarono la sua annata e la lega fallì dopo una sola stagione. Si classificò al quarto posto della XFL quell'anno con 528 yard corse. Successivamente sostenne un provino con i Detroit Lions ma non riuscì a entrare nella squadra.
Salaam si lanciò in quello che parve un ultimo tentativo col football professionistico nel 2002, iniziando un pubblicizzato allenamento alla Cris Carter Speed School. Si unì ai San Francisco 49ers nel 2003 ma nel mese di agosto fu svincolato. Malgrado l'aver ricevuto gli apprezzamenti dell'allora capo-allenatore dei 49ers Dennis Erickson, non riuscì più a firmare con alcuna squadra della NFL.
Salaam firmò coi Toronto Argonauts della Canadian Football League (CFL) il 20 febbraio 2004. Fu sospeso dalla franchigia nel mese di maggio, concludendo di fatto la sua carriera.

## Palmarès
- Heisman Trophy - 1994
- Walter Camp Award - 1994
- Doak Walker Award - 1994

## Record NFL
- Giocatore più giovane a raggiungere le 1.000 yard su corsa[5]

## Statistiche
| Partite totali      | 33    |
| Partite da titolare | 21    |
| Yard corse          | 1.684 |
| Touchdown su corsa  | 13    |